# Willem Ritstier
Willem Ritstier (né en 1959) est un auteur de bande dessinée et illustrateur néerlandais. Il est particulièrement connu pour son activité de scénariste de bande dessinée en association au dessinateur Minck Oosterveer.

## Publications en français
- Claudia Brücken (scénario), avec Minck Oosterveer (dessin), Le Lombard, 3 vol., 1990-1991.
- Bob et Bobette Les Juniors, t. 8 : Les P'tits Astros (scénario), avec Ingrid Van Dijck (dessin), Standaard, 2014  (ISBN 978-90-02-02598-3).

## Récompense
- 2016 : Prix Stripschap, pour l'ensemble de son œuvre